# Bohuslav Klimo
Bohuslav Klimo (9. dubna 1882 Jamník – 11. května 1952 Liptovský Hrádok) byl slovenský básník, československý politik a meziválečný poslanec Národního shromáždění za Slovenskou národní a rolnickou stranu, později za Republikánskou stranu zemědělského a malorolnického lidu.

## Biografie
Byl aktivní v slovenském národním hnutí před rokem 1918. Publikoval básně pod pseudonymem Bohuslav Hájomil. Vystudoval gymnázium v Banské Bystrici a Kežmarku. Studoval právo na akademii v Prešově a na univerzitě v Kluži a Budapešti. Působil pak jako advokát v Liptovském Svätém Mikuláši. Před rokem 1918 byl členem Muzeální slovenské společnosti.
V parlamentních volbách v roce 1920 se stal poslancem Národního shromáždění za Slovenskou národní a rolnickou stranu, respektive za Republikánskou stranu zemědělského a malorolnického lidu (agrárníky), se kterou Slovenská národní a rolnická strana později během volebního období splynula.
Podle údajů k roku 1920 byl profesí župním poradcem v Liptovském Svätém Mikuláši. Roku 1928 debutoval sbírkou Z ruských hôr a téhož roku vydal výběr z epiky Básne v próze. Zkoumal lidový hudební folklór. V letech 1940–1945 byl místopředsedou Státní rady za Slovenského státu.